# District de Prusse-Occidentale
Le district de Prusse-Occidentale est un district de la province prussienne de Prusse-Orientale de 1920 à 1939. Son territoire est désormais divisé entre les voïvodies polonaises de Poméranie et de Varmie-Mazurie. Le siège administratif est Marienwerder.

## Création
Lors de l'entrée en vigueur du Traité de Versailles, le district de Marienwerder de la province prussienne de Prusse-Occidentale est dissout le 10 janvier 1920. Les arrondissements urbains de Graudenz et Thorn ainsi que les arrondissements de Briesen, Culm, Konitz, Löbau, Schwetz, Strasbourg-en-Prusse-Occidentale et Tuchel ainsi que la partie de l'arrondissement de Marienwerder à l'ouest de la Vistule sont tombés aux mains de la Deuxième République polonaise. Le 20 novembre 1919, les arrondissements de Flatow et Schlochau sont subordonnés au bureau gouvernemental du district de Grenzmark Posnanie-Prusse-Occidentale à Schneidermühl.
Les arrondissements d'Elbing (ville), Elbing (campagne), Marienbourg, Stuhm, Rosenberg et Marienwerder (à l'extrême est de la Vistule) qui restent à l'est de l'Allemagne sont initialement confiés à un président de district avec son siège à Marienwerder (district de Marienwerder) et du haut président de Königsberg.
Le 24 janvier 1920, les arrondissements de Marienbourg, Marienwerder, Stuhm et Rosenberg sont temporairement placés sous la Commission interalliée de gouvernement et de plébiciste de Marienwerder. Ces arrondissements font partie de la zone de vote de Marienwerder, qui doit se prononcer sur son appartenance à l'État. Lors du référendum du 11 juillet 1920, plus de 92% des votants se prononcent pour le maintien dans le Reich allemand et de s'opposer à sa cession à la Pologne. Le 16 août 1920, la subordination à la Commission interalliée de gouvernement et de plébiciste prend fin. Jusqu'en 1922, il existe encore des réglementations mineures aux frontières avec la Pologne et la Ville libre de Dantzig.
Le 1er juillet 1922, le district de Marienwerder est incorporée à la province de Prusse-Orientale et, pour des raisons de tradition, rebaptisée district de Prusse-Occidentale. Le siège du président de district reste à Marienwerder.

## Réorganisation et dissolution définitive
Au début de la Seconde Guerre mondiale, les troupes allemandes occupent la Pologne ( invasion de la Pologne) jusqu'à une ligne de démarcation convenue le 28 septembre 1939 dans le traité de frontière et d'amitié germano-soviétique. Cela comprend également les régions de l'ancienne province prussienne de Prusse-Occidentale tombée aux mains de la Pologne en 1920, à partir de laquelle le « District militaire de Prusse-Occidentale » est formé à la mi-septembre 1939.
Le 26 octobre 1939, l'ancien district de Prusse-Occidentale est fusionnée avec le « district militaire de Prusse-Occidentale », qui est annexée le même jour et forme, avec la ville libre de Dantzig intégrée au Reich allemand le 1er septembre 1939, le Reichsgau de Prusse-Occidentale. Celui-ci est rebaptisé Reichsgau de Dantzig-Prusse-Occidentale le 2 novembre 1939. Le nouveau district de Marienwerder (de) est créé avec les arrondissements autrefois polonais de Briesen (de), Graudenz, Leipe (de), Neumark (de), Rippin (de) et Strasbourg-en-Prusse-Occidentale (de). La ville et l'arrondissement d'Elbing sont intégrés dans le nouveau district de Dantzig (de).
Au printemps 1945, l'ancien territoire du district est occupée par l'Armée rouge, placée sous administration polonaise et finalement rattachée à la République populaire de Pologne. Le territoire est désormais divisé entre les voïvodies polonaises de Poméranie et de Varmie-Mazurie.

## Division administrative

### Arrondissements urbains et ruraux

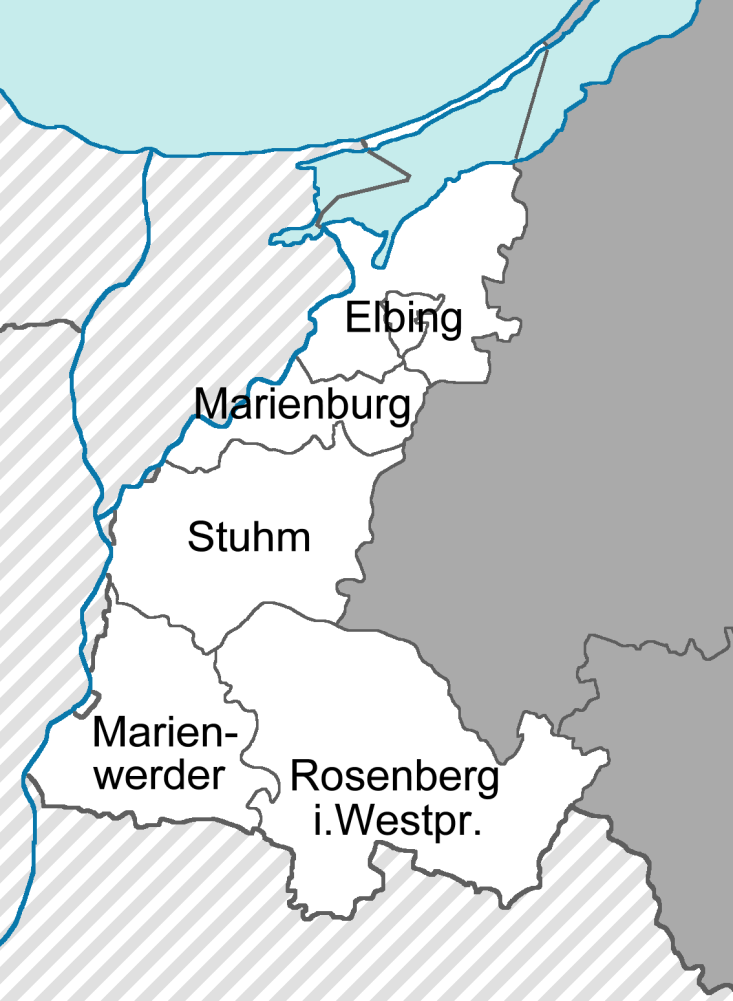
District de Prusse-Occidentale. État des frontières le 31 août 1939

| District jusqu'en 1920 | Ville/Arrondissement                | Habitants | Superficie   | Densité de population | Communes Villes/villages/communes |
| ---------------------- | ----------------------------------- | --------- | ------------ | --------------------- | --------------------------------- |
| Dantzig                | Arrondissement de la ville d'Elbing | 0 85 952  | 30,67 km2    | 2 802,5 hab./km2      | 1/0/0                             |
| Dantzig                | Arrondissement d'Elbing             | 0 28 149  | 482,99 km2   | 58,3 hab./km2         | 01/0/70                           |
| Dantzig                | Arrondissement de Marienbourg (de)  | 0 39 073  | 225,66 km2   | 173,1 hab./km2        | 1/1/35                            |
| Marienwerder           | Arrondissement de Marienwerder (de) | 0 44 813  | 525,70 km2   | 85,2 hab./km2         | 2/0/51                            |
| Marienwerder           | Arrondissement de Rosenberg         | 0 63 368  | 1 038,31 km2 | 61,0 hab./km2         | 5/0/79                            |
| Marienwerder           | Arrondissement de Stuhm             | 0 40 453  | 622,60 km2   | 65,0 hab./km2         | 2/0/65                            |
|                        | Au total                            | 301 808   | 2 925,93 km2 | 103,1 hab./km2        | 1/12/300                          |

### Présidents de district
- 1920–1922: Theodor von Baudissin (de)
- 1922–1923: Alfons Proske (de)
- 1923–1925: Roland Brauweiler (de)
- 1925–1936: Karl Budding (de)
- 1936–1939: Otto von Keudell (de)